# Eriocaulon mitophylum
Eriocaulon mitophylum är en gräsväxtart som beskrevs av Joseph Dalton Hooker. Eriocaulon mitophylum ingår i släktet Eriocaulon och familjen Eriocaulaceae. Inga underarter finns listade i Catalogue of Life.